# Гимилькон II
Гимилькон II — карфагенский политический деятель и полководец в 406—396 годах до н. э.
После смерти от чумы во время осады Агригента Ганнибала Магона, Гимилькон был назначен командующим карфагенскими войсками (рабимаханатом, финик. ) во время третьей кампании на Сицилии. Он не сумел завоевать Гелу и Камарину, однако заставил тирана Сиракуз Дионисия I подписать мир, угрожая осадой Сиракуз.
В 397 до н. э. Гимилькон вернулся на Сицилию после возобновления военных действий. Он прошел вдоль северного побережья Сицилии, завоевав Мессану, и направился к Сиракузам, осада которых окончилась полнейшей неудачей. Вернувшись домой, он покончил с собой, уморив себя голодом.
Его преемником стал Магон II.